# Corythomantis
Genre
Corythomantis est un genre d'amphibiens de la famille des Hylidae.

## Répartition
Les deux espèces de ce genre sont endémiques du Brésil. 

## Liste des espèces
Selon Amphibian Species of the World (9 juin 2017) :
- Corythomantis galeata Pombal, Menezes, Fontes, Nunes, Rocha & Van Sluys, 2012
- Corythomantis greeningi Boulenger, 1896

## Publication originale
- Boulenger, 1896 : Descriptions of new Batrachians in the British Museum. The Annals and Magazine of Natural History, sér. 6, vol. 17, no 101, p. 401-406 (texte intégral).